# RED BEST
『RED BEST』（レッド・ベスト）は、日本のロックバンド、椿屋四重奏の初となるベストアルバム。2008年3月19日発売。発売元はDAIZAWA RECORDS / UK PROJECT。

## 解説
- 前作「TOKYO CITY RHAPSODY」から約1ヵ月ぶりのリリース。メジャーレーベル移籍後、インディーズレーベルから発売された初のベストアルバム。
- 「幻惑」、「トワ」、2枚のシングルのタイトル曲・カップリング曲がアルバム初収録。また、アシンメトリー、綴り、の2曲の未発表曲も収録された。

## 収録曲
全作詞・作曲・編曲:中田裕二
1. 群青 (3:00)
初出:ミニアルバム「椿屋四重奏」
2. かたはらに (5:40)
初出:ミニアルバム「椿屋四重奏」
3. 成れの果て (3:33)
初出:1stアルバム「深紅なる肖像」
4. 空中分解 (2:49)
初出:1stアルバム「深紅なる肖像」
5. 小春日和 (5:43)
初出:1stアルバム「深紅なる肖像」
6. 嵐が丘 (5:21)
初出:1stアルバム「深紅なる肖像」
7. 螺旋階段 (4:05)
1stシングルの2曲目。
8. 手つかずの世界 (3:33)
初出:2ndアルバム「薔薇とダイヤモンド」
9. 紫陽花 (4:56)
1stシングルの1曲目。
10. プロローグ (4:59)
初出:2ndアルバム「薔薇とダイヤモンド」
11. 君無しじゃいられない (4:14)
初出:2ndアルバム「薔薇とダイヤモンド」
12. 幻惑 (5:06)
2ndシングル曲。
アルバム初収録
13. サイレンス (3:40)
2ndシングルのカップリング曲。
アルバム初収録
14. トワ (5:48)
3rdシングル曲。
アルバム初収録
15. 共犯 (4:43)
3rdシングルのカップリング曲。
アルバム初収録
16. アシンメトリー (4:20)
未発表曲。
17. 綴り (4:36)
未発表曲。

## 演奏
- 添田啓二
  - Keyboards (#7)
  - Piano (#9)
- 門脇大輔：Strings (#14)
- 朝本浩文
  - Arrangement, Programming (#14)
  - Piano (#15)